# Wolfgang Hammerschmidt
Wolfgang Hammerschmidt (* 6. Februar 1925 in Cottbus; † 30. November 1999) war ein deutscher Dramaturg.

## Leben

### Jugend
Wolfgang Hammerschmidt wurde als zweiter Sohn des jüdischen Anwalts und Notars Hermann Hammerschmidt und dessen katholischen Frau Elisabeth in Cottbus geboren. Dort besuchte er das Humanistische Gymnasium, auf dem er 1943 das Abitur ablegte. 1944 wurde er wie sein jüngerer Bruder Ulrich zum Zwangsarbeitsdienst bei der Organisation Todt einberufen. Er wurde in Frankreich eingesetzt. Von dort aus floh er über verschiedenen Stationen nach Berlin, wo er zunächst bei seinem älteren Bruder Helmut unterkam. Nachdem sein Name und Bild im „Reichssteckbrief“ veröffentlicht worden war, wurde sein Vater Hermann wegen „Verdunkelungsgefahr“ festgenommen und ins Cottbuser Polizeigefängnis überführt. Im Dezember 1944 brachte man Hermann ins Arbeitserziehungslager Oderblick bei Schwetig und ermordete ihn dort. Wolfgang kam mittlerweile unter anderem in der Schwedischen Kirche und der Gethsemanekirche unter. Am 24. Februar 1945 wurde er festgenommen. Ihm gelang jedoch am 10. März kurz vor der Überstellung nach Sachsenhausen die Flucht. Danach kam er unter anderem bei Maria Gräfin von Maltzan unter.

### Beruflicher Werdegang
Nach dem Ende des Zweiten Weltkriegs war Wolfgang Hammerschmidt zunächst als Pressereferent der Stadt Cottbus, Bezirkssekretär des Kulturbundes sowie Kultur- und Theaterreferent der Stadt tätig. Später konnte er dank eines Stipendiums an der Humboldt-Universität Berlin Philosophie, Kunstgeschichte und Theaterwissenschaften studieren. Danach war er Dramaturg am Stadttheater Cottbus, Landestheater Halle und am Theater Stendal. In Stendal arbeitete er auch als Opernregisseur. Nachdem er nach dem Aufstand vom 17. Juni 1953 zunächst zum Bayerischen Rundfunk nach München gewechselt war, kehrte er 1954 nach Berlin zurück. Dort war er als Chefdramaturg an der Ost-Berliner Komischen Oper tätig. 1961 und 1962 arbeitete er für den RIAS als Hörspiel- und Featuredramaturg. Ab 1963 war er Redaktionsleiter und Chefdramaturg beim ZDF. Im Februar 1970 wurde er dort fristlos entlassen. Ihm wurde vorgeworfen, den Programmdirektor Joseph Viehöver verleumdet zu haben. Hammerschmidt hatte einem Kollegen von dem Gerücht erzählt, dass ein freier Fernsehproduzent Viehövers Villa in Wiesbaden mitfinanziert hätte, da er von dessen Aufträgen abhängig sei. Hammerschmidt klagte gegen die Entlassung und erhielt 1971 im Berufungsverfahren vor dem Landesarbeitsgericht Rheinland-Pfalz recht. Da die Dramaturgie des ZDF mittlerweile aufgelöst worden war, bot man ihm zunächst einen anderen Job in der Chefredaktion an. 1973 übernahm Hammerschmidt in der Programmdirektion des ZDF die Redaktion I in der Hauptredaktion Dokumentarspiel, 1990 ging er in die Pension. Im  Jahr 1971 wurde Hammerschmidt zum Ersten Vorsitzenden der Dramaturgischen Gesellschaft gewählt.

### Ruhestand und Tod
1990 ging Hammerschmidt in den Ruhestand. Danach widmete er sich noch kurzzeitig der Lehre an der Universität Osnabrück und der Universität des Saarlandes. 1996 veröffentlichte er das Buch Spurensuche – Zur Geschichte der jüdischen Familie Hammerschmidt in Cottbus, in dem er die Geschichte seiner Familie von der Gründung durch seinen Großvater Abraham Hammerschmidt bis zur fast vollständigen Vernichtung durch den Holocaust beschreibt.
Wolfgang Hammerschmidt starb 1999.

## Werke

### Bücher
- Landestheater Sachsen-Anhalt 1945–1953, Halle 1953.
- Zehn Jahre Komische Oper, Berlin 1959.
- Von Weimar nach Bonn: Dreißig Jahre deutsche Geschichte in ZDF-Fernsehspielen und -dokumentationen - 15. November 1988 bis 24. Mai 1989. Zweites Deutsches Fernsehen (ZDF), Mainz 1988
- Der Film zum Buch. Literaturverfilmungen im Fernsehen. Zweites Deutsches Fernsehen (ZDF),  Mainz 1989
- Spurensuche. Zur Geschichte der jüdischen Familie Hammerschmidt in Cottbus. Psychosozial-Verlag, Gießen 1996, ISBN 3-930096-49-8.

### Stücke
- Der Staubsauger oder dreifacher Salto, 1991.

## Filmografie (Auswahl)
- 1968: Berliner Antigone
- 1980: Johann Sebastian Bachs vergebliche Reise in den Ruhm
- 1983: Frühlingssinfonie
- 1987: Der Vater eines Mörders
- 1989: Die Besteigung des Chimborazo